# 德信中學
德信中學（英語：Tak Sun Secondary School），為香港一所直資男子中學，位於沙田馬鞍山大水坑，於1997年創立，2000年遷入現址校舍。

## 歷史
此校原名為德信書院，於1997年由主業會屬下「東亞教育促進會」開辦，當時校址位於九龍佐敦德信幼稚園4樓，但僅招修預科班學生。
因應教育署於1999年起容許直資中學競投新建校舍，德信書院隨即提交申請，並於同年8月獲得批准。2000年起，此校遷入位於馬鞍山的永久校舍，並改為現名，而校方則將該年定為官方創校日期。

## 歷任行政人員

### 校監
- 1997年-？：麥柏基 先生（創校校監）[4]
- 何炳德 博士（現任校監）

### 校長
- 1997年-2001年：宋澤博 先生（創校校長）[4]
- 2001年[5]-？：胡善為 博士[6]
- 羅春平 先生（現任校長）

## 校舍
此校現存校舍為一座採用早期設計的中學千禧校舍，建築面積為12,115平方米，設30間課室及各種特別室。校舍由祥興建造有限公司承建，於2000年完工。
值得一提的是，此校連同另外3間中學及2間小學，為全港首批動工的千禧校舍，於1999年1月動工。

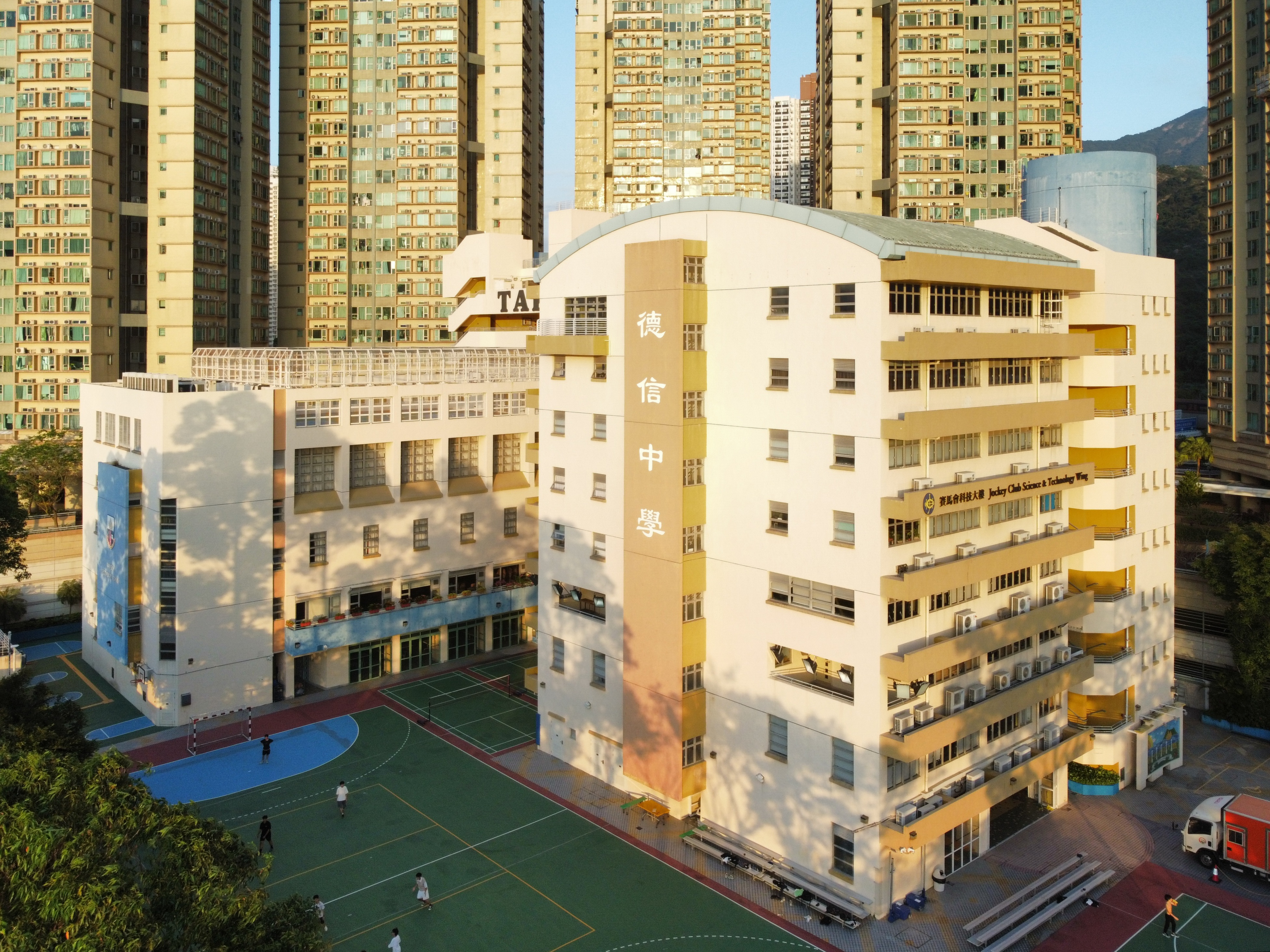

## 軼事及事件
- 2006年9月20日，此校一名李姓前教師疑因不滿被解僱，手持壘球棍回校鬧事，警方到場後涉嫌恐嚇拘捕。[9]
- 2007年12月，此校被指將中一科學教科書《InteractiveSCIENCE》內有關性知識、避孕方法，以及印有性器官構造圖的內頁撕掉才派發給學生。及後，此校科學科主任向傳媒解釋此舉「是避免學生看後有衝動」，但說法備受批評。[10]
- 2010年11月，審計署發表有關直資學校賬目問題報告，當中此校被批評於十年內濫加學費達72倍[11]，並透過販賣文儀用品牟利[12]。
- 2019年3月，此校被揭發多宗欺凌事件。在第一段涉事短片中，有事主書桌被同班同學蓄意破壞，亦有另一名事主被多人緊抓四肢及重擊下體[13]；而在另一段欺凌片段中，多名同學先用掃帚棍破壞及瘋狂踐踏一名同學的智能手機，再將其手機拋向牆及當網球般擊打。[14]
- 2019年12月11日，網上流傳一段錄音，指此校生物科教師陳文彬以粗口訓斥學生，言談間除用「曱甴」形容示威者外，亦將學生比喻成投擲汽油彈的示威者。及後，校方發聲明指老師事發時正處理學生違規行為，但期間老師曾利用不當言辭。[15]至翌年1月3日，該教師被法團校董會勒令無薪停職14天及發出警告信，以作警誡[16]。

## 校友
- 何凱桐（2008年中五）：香港男子橋牌運動員，於2018年雅加達亞運橋牌超級混合團體賽中奪得銀牌[17]
- 陳樹暉（2009年中七）：香港政治人物，前民間人權陣線副召集人（警權組）[18]，前朱凱廸新西團隊成員，前元朗區議會洪福選區區議員
- 徐溢軒（2010年中七）：香港政治人物，註冊社工，前深水埗區議會區議員（幸福選區）
- 周阡行（2010年中七）：天主教香港教區神父，青衣聖多默宗徒堂助理司鐸[19]
- 賀卓軒（中七）：香港政治人物，註冊社工，前油尖旺區議會區議員（尖沙咀中選區）
- 勞浚銘（中六）：前香港武術運動員，為2022年周慧賢命案疑兇[20]

## 註解
1. ↑  透過「東亞教育促進會」法人名義開辦
2. ↑  建築積
3. ↑  另外五間學校包括大角嘴天主教小學（海帆道）、油蔴地天主教小學（海泓道）、香港管理專業協會李國寶中學、官立嘉道理爵士中學（西九龍）及香港中文大學校友會聯會陳震夏中學。

## 外部連結
- 官方网站